# بانک الوطنی مصر
بانک الوطنی مصر (انگلیسی: Al Watany Bank of Egypt) شرکت خدمات مالی و بانکداری مصری است، که در سال ۱۹۸۰ تأسیس شد.